# 格拉維尼察市鎮
43°56′N 26°50′E / 43.933°N 26.833°E

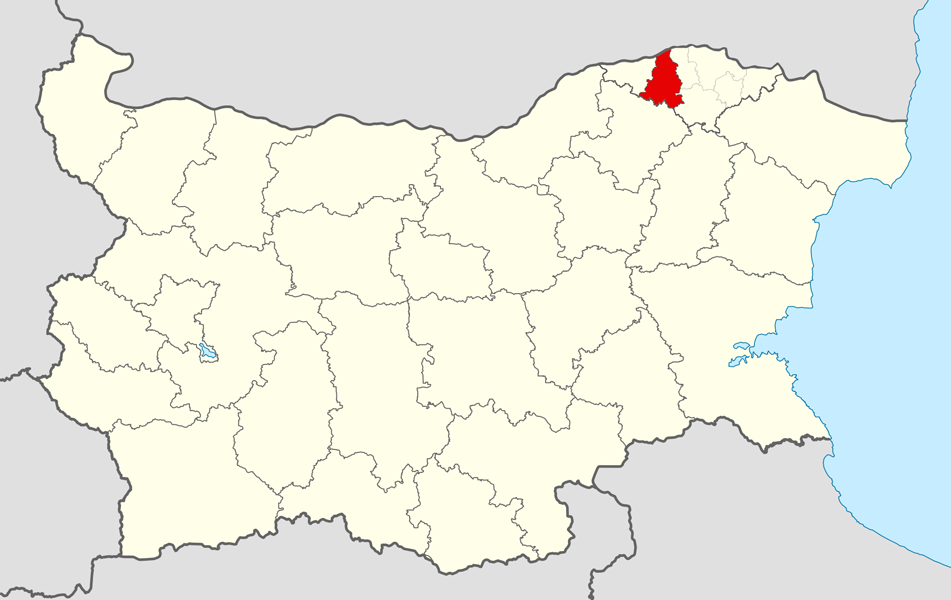

格拉維尼察市，是保加利亞的城鎮，位於該國東北部，由錫利斯特拉州負責管轄，首府設於格拉維尼察，面積481.23平方公里，2009年人口12,610，人口密度每平方公里26.2人。